# Bliss n Eso
Bliss N Eso är ett australienskt hiphopband. Från början hette bandet Bliss N Esoterikizm, men eftersom det ledde till problem med uttal har man ändrat namnet. Till gruppens medlemmar räknas MC Bliss (Johnathan Notley), Eso (Max MacKinnon) och DJ Izm (Tarik Ejjamai). Johnathan och Max träffades på gymnasiet i Sydney på 1990-talet och började tillsammans ägna sig åt hiphopmusiken. 
Gruppen gav ut EP The Arrival år 2000.  År 2004 kom de överens med Obese Records och gav ut deras första album Flowers in the Pavement. År 2006 bytte de skivbolag till Illusive Sounds, en del av Mushroom och gav ut Day Of The Dog. Sedan år 2008 har de givit ut tre skivor: Flying Colours (2008), Running on Air (2010) och Circus in the Sky (2013). 

## Diskografi
| År   | Album                                                           | Pris            |
| ---- | --------------------------------------------------------------- | --------------- |
| 2004 | Flowers in the Pavement • Skivmärke: Obese                      |                 |
| 2006 | Day of the Dog • Skivmärke: Illusive Sounds                     |                 |
| 2008 | Flying Colours • Skivmärke: Illusive Sounds/Liberation Music    | • ARIA: Guld    |
| 2010 | Running on Air • Skivmärke: Illusive Sounds/Liberation Music    | • ARIA: Platina |
| 2013 | Circus in the Sky • Skivmärke: Illusive Sounds/Liberation Music | • ARIA: Platina |